# Rhopalopterum umbrosum
Rhopalopterum umbrosum är en tvåvingeart som först beskrevs av Friedrich Hermann Loew 1863.  Rhopalopterum umbrosum ingår i släktet Rhopalopterum och familjen fritflugor. Inga underarter finns listade i Catalogue of Life.